# British Independent Film Awards 2023
La cerimonia di premiazione della 26ª edizione dei British Independent Film Awards si è svolta il 3 dicembre 2023.
Le candidature sono state annunciate il 2 novembre 2023 dagli attori Susan Wokoma e Morfydd Clark.  Il film più candidato è stato Ritrovarsi in Rye Lane, con 16 candidature.

## Vincitori e candidati
I vincitori sono indicati in grassetto, con a seguire in ordine alfabetico gli altri candidati:

### Miglior film indipendente britannico
- Estranei (All of Us Strangers), regia di Andrew Haigh
- Femme, regia di Sam H. Freeman e Ng Choon Ping
- How to Have Sex, regia di Molly Manning Walker
- Ritrovarsi in Rye Lane (Rye Lane), regia di Raine Allen-Miller
- Scrapper, regia di Charlotte Regan

### Miglior regia
- Andrew Haigh – Estranei (All of Us Strangers)
- Raine Allen-Miller - Ritrovarsi in Rye Lane (Rye Lane)
- Sam H. Freeman e Ng Choon Ping – Femme
- Charlotte Regan – Scrapper
- Molly Manning Walker – How to Have Sex

### Miglior interpretazione protagonista
- Mia McKenna-Bruce – How to Have Sex
- Jodie Comer – The End We Start From
- Tia Nomore – Earth Mama
- Nabhaan Rizwan – In Camera
- Andrew Scott – Estranei (All of Us Strangers)
- Tilda Swinton – The Eternal Daughter

### Miglior interpretazione protagonista condivisa
- Nathan Stewart-Jarrett e George MacKay – Femme
- Lola Campbell e Harris Dickinson – Scrapper
- David Jonsson e Vivian Oparah – Ritrovarsi in Rye Lane (Rye Lane)

### Miglior interpretazione non protagonista
- Paul Mescal – Estranei (All of Us Strangers)
- Shaun Thomas – How to Have Sex
- Ritu Arya – Polite Society - Operazione matrimonio (Polite Society)
- Jamie Bell – Estranei (All of Us Strangers)
- Samuel Bottomley – How to Have Sex
- Alexandra Burke – Pretty Red Dress
- Amir El-Masry – In Camera
- Claire Foy – Estranei (All of Us Strangers)
- Alia Shawkat – Drift
- Katherine Waterston – The End We Start From

### Miglior esordiente
- Vivian Oparah – Ritrovarsi in Rye Lane (Rye Lane)
- Le'Shantey Bonsu – Girl
- Lola Campbell – Scrapper
- Priya Kansara – Polite Society - Operazione matrimonio (Polite Society)
- Mia McKenna-Bruce – How to Have Sex

### Miglior sceneggiatura
- Andrew Haigh – Estranei (All of Us Strangers)
- Sam H. Freeman e Ng Choon Ping – Femme
- Molly Manning Walker – How to Have Sex
- Nathan Bryon e Tom Melia – Ritrovarsi in Rye Lane (Rye Lane)
- Charlotte Regan – Scrapper

### Miglior documentario
- If the Streets Were on Fire, regia di Alice Russell
- Another Body, regia di Sophie Compton
- Bobi Wine: The People's President, regia di Christopher Sharp
- Lyra, regia di Alison Millar
- Occupied City, regia di Steve McQueen

### Miglior film indipendente internazionale
- Anatomia di una caduta (Anatomie d'une chute), regia di Justine Triet
- Kuolleet lehdet, regia di Aki Kaurismäki
- Fremont, regia di Babak Jalali
- Kaibutsu, regia di Hirokazu Kore'eda
- Past Lives, regia di Celine Song

### Miglior cortometraggio
- Festival of Slaps, regia di Abdou Cissé
- Christopher at Sea, regia di Tom CJ Brown
- Lions, regia di Beru Tessema
- Muna, regia di Warda Mohamed
- The Talent, regia di Thomas May Bailey

### Miglior casting
- Isabella Odoffin – How to Have Sex
- Kahleen Crawford – Estranei (All of Us Strangers)
- Salome Oggenfuss, Geraldine Barón, Abby Harri – Earth Mama
- Kharmel Cochrane – Ritrovarsi in Rye Lane (Rye Lane)
- Shaheen Baig – Scrapper

### Miglior fotografia
- Jamie D. Ramsay – Estranei (All of Us Strangers)
- Suzie Lavelle – The End We Start From
- James Rhodes – Femme
- Olan Collardy – Ritrovarsi in Rye Lane (Rye Lane)
- Molly Manning Walker – Scrapper

### Miglior montaggio
- Jonathan Alberts – Estranei (All of Us Strangers)
- Paul Carlin – Bobi Wine: The People's President
- Arttu Salmi – The End We Start From
- Avdhesh Mohla – High & Low – John Galliamo
- Victoria Boydell – Ritrovarsi in Rye Lane (Rye Lane)

### Migliori costumi
- Buki Ebiesuwa – Femme
- PC Williams – The End We Start From
- George Buxton – How to Have Sex
- Cynthia Lawrence-John – Ritrovarsi in Rye Lane (Rye Lane)
- Oliver Cronk – Scrapper

### Migliori effetti speciali
- Jonathan Gales e Richard Baker – The Kitchen
- Theodor Flo-Groeneboom – The End We Start From
- Paddy Eason – Polite Society - Operazione matrimonio (Polite Society)

### Miglior trucco e acconciature
- Marie Deehan – Femme
- Zoe Clare Brown – Estranei (All of Us Strangers)
- Natasha Lawes – How to Have Sex
- Claire Carter – Polite Society - Operazione matrimonio (Polite Society)
- Bianca Simone Scott – Ritrovarsi in Rye Lane (Rye Lane)

### Migliori musiche
- Kwes – Ritrovarsi in Rye Lane (Rye Lane)
- Anna Meredith – The End We Start From
- Adam Janota Bzowski – Femme
- Ré Olunuga – Girl
- Patrick Jonsson – Scrapper

### Miglior direzione musicale
- Connie Farr – Estranei (All of Us Strangers)
- Ciara Elwis – Femme
- David Fish – Ritrovarsi in Rye Lane (Rye Lane)

### Miglior scenografia
- Nathan Parker – The Kitchen
- Sarah Finlay – Estranei (All of Us Strangers)
- Laura Ellis Cricks – The End We Start From
- Anna Rhodes – Ritrovarsi in Rye Lane (Rye Lane)
- Elena Muntoni – Scrapper

### Miglior sonoro
- Mark Jenkin – Enys Men
- Joakim Sundström, Per Bostrom, Stevie Haywood – Estranei (All of Us Strangers)
- Jens Rosenlund-Petersen, Amy Felton, Joe Jackson, Tim Cavagin, Lori Dovi – The End We Start From
- Steve Fanagan – How to Have Sex
- Ben Baird, Jack Wensley, Adam Fletcher, Alexej Mungersdorff – Scrapper

### Premio Douglas Hickox al miglior regista esordiente
- Savanah Leaf – Earth Mama
- Raine Allen-Miller – Ritrovarsi in Rye Lane (Rye Lane)
- Sam H. Freeman e Ng Choon Ping – Femme
- Charlotte Regan – Scrapper
- Molly Manning Walker – How to Have Sex

### Miglior sceneggiatura d'esordio
- Nida Manzoor – Polite Society - Operazione matrimonio (Polite Society)
- Nathan Bryon e Tom Melia – Ritrovarsi in Rye Lane (Rye Lane)
- Sam H. Freeman e Ng Choon Ping – Femme
- Charlotte Regan – Scrapper
- Molly Manning Walker – How to Have Sex

### Miglior produttore rivelazione
- Theo Barrowclough – Scrapper
- Georgia Goggin – Pretty Red Dress
- Yvonne Isimeme Ibazebo – Ritrovarsi in Rye Lane (Rye Lane)
- Gannesh Rajah – If the Streets Were on Fire
- Chi Thai – Raging Grace

### Premio Raindance Maverick
- If the Streets Were on Fire, regia di Alice Russell
- Is There Anybody Out There?, regia di Ella Glendining
- Name Me Lawand, regia di Edward Lovelace
- Raging Grace, regia di Paris Zarcilla
- Red Herring, regia di Kit Vincent

### Miglior esordio alla regia di un documentario
- Chloe Abrahams – The Taste of Mango
- Sophie Compton e Reuben Hamlyn – Another Body
- Ella Glendining – Is There Anybody Out There?
- Alice Russell – If the Streets Were on Fire
- Christopher Sharp – Bobi Wine: The People's President